# Nhacra
Nhacra ist eine Kleinstadt im Westen Guinea-Bissaus mit 1669 Einwohnern (Stand 2009), überwiegend Balanta.
Der Ort ist Sitz des gleichnamigen Verwaltungssektors mit einer Fläche von 265 km² und 20.639 Einwohnern (Stand 2009).

## Sport
Wichtigster Sportverein im Sektor ist der Fußballklub Os Arados Futebol Clube de Nhacra. Os Arados spielen nicht in der obersten guinea-bissauischen Liga, sie treten momentan in der Gruppe B (Série B) der zweiten Liga an (Stand 2017).

## Söhne und Töchter der Stadt
- Martinho Ndafa Kabi (* 1957), PAIGC-Politiker, von 2007 bis 2008 Premierminister des Landes